# 今崎宏美
今崎 宏美（いまざき ひろみ、4月3日 - ）は、日本のフリーアナウンサー。オフィスキイワード大阪本社所属。

## 来歴
兵庫県出身。青山学院大学国際政治経済学部卒業。学生時代、ラジオ局でアルバイトをした際にアナウンサーの仕事ぶりを目にし、それに憧れてアナウンサーを志す。以来、学業と並行して複数のアナウンススクールに通っていた。
2009年に大学を卒業し、佐渡市ケーブルテレビ（コミュニティネットワーク佐渡）、NHK金沢放送局、多摩テレビ、熊本県民テレビ、とちぎテレビ、山口朝日放送のアナウンサーや契約キャスターを務めた。

## 担当番組
脚注の無いデータは、オフィスキイワード公式サイトに掲載されているプロフィールからの参考。
- お〜い！ことじろう（NHK金沢放送局） - 水曜[10]「輝く！石川WOMAN」、金曜[10]「おでかけしまSHOW」担当
- テレビタミン（熊本県民テレビ） - 月曜「マンデーロアッソ」担当
- スポーツ中継（熊本県民テレビ） - 全国高校サッカー選手権熊本県大会
- イブニング6Plus（とちぎテレビ、2017年4月[3] - ）
- 満喫！とちぎ日和（とちぎテレビ）
- スポーツ中継（とちぎテレビ） - 全国高校サッカー選手権栃木県大会、全日本バレー高校選手権大会、栃木県郡市町対抗駅伝
- Jチャンやまぐち（山口朝日放送）